# キショウゲンジ
キショウゲンジ（黄正源寺、Descolea flavoannulata）はハラタケ目フウセンタケ科のキショウゲンジ属に分類されるキノコの一種である。

## 形態
かさは半球形からほぼ平らに開き、しばしば中央部になだらかな盛り上がりを残し、老成時には浅い皿状に窪むことがあり、径3-10cm程度、ほとんど粘性を欠き、黄色みの強い黄褐色ないし橙褐色であるが古くなれば暗灰褐色を帯び、放射状に配列した浅くて不規則なしわをこうむり、くすんだ黄色を呈する繊維状あるいは粒状の細かい鱗片が散在する。周縁部は、はじめは内側に多少とも巻き込み、条溝や条線を生じない。
肉はかさの中央部以外では薄く、もろい肉質で壊れやすく、汚白色ないし淡黄褐色で傷つけても変色せず、味やにおいは温和である。ひだは柄に直生するが、次第に柄から離れ、やや疎で比較的幅狭く、初めは黄色を帯びた淡褐色であるが、成熟すれば淡い橙褐色（ニッケイ色）あるいは暗灰赤褐色を呈し、縁は黄色く縁どられるとともに粉状をなす。
柄はほぼ上下同大あるいは基部に向かってやや太まり、長さ5-10cm、最も太い部分の径8-15mm程度、上部に「つば」を備え、つばより上は淡黄色〜淡橙黄色の地に縦に走る微細な繊維紋をこうむり、つばより下はより暗色で時にささくれを生じ、あるいは柔らかい綿屑状の小鱗片をこうむり、基部にごく薄い膜質の「つぼ」の名残りがへばり着き、内部は充実するかまたは柔らかな髄を有する。灰黄色あるいは淡赤褐色の地に縦に走る微細な繊維紋をこうむり、つばはよく発達し、よだれかけ状に垂れ下がり、黄褐色〜橙褐色を呈し、上面に放射状のしわを有するとともに、落下した胞子でしばしば褐色に汚れることがある。
胞子紋は赤さび褐色あるいはくすんだ黄褐色を呈し、胞子は広楕円形〜レモン形、薄壁〜やや厚壁で黄褐色を呈し、粗大ないぼ状突起を密布し、発芽孔を欠く。側シスチジアはなく、多数の縁シスチジア（こん棒状〜狭紡錘状などで薄壁、無色〜淡黄褐色を呈する）を備える。かさの表皮層は、かさの表皮はゼラチン化せず、西洋ナシ状・こん棒状・フラスコ状などの細胞（内容物は黄褐色を呈し、しばしば外面に褐色の色素粒がこびり着く）が柵状に並んだ構造を有する。かさの表面の鱗片は、著しく膨れた細胞からなる太い菌糸群で構成され、菌糸の隔壁部にはかすがい連結を頻繁に持つ。
柄の表面にも、先端が丸く膨らんだこん棒状のシスチジア（薄壁で、ほぼ無色あるいは鮮黄色の内容物を含む）が多数存在している。

## 生態
日本においては、初夏から秋にかけて、広葉樹林（ブナ・コナラ・ミズナラ・クリ・クヌギ・シイなど）および針葉樹（アカマツ・クロマツ・モミ・カラマツ・エゾマツ・トウヒなど）、あるいはこれらの混交林内の地上に孤生ないし散生し、樹木の細根に菌糸をまとい着かせ、外生菌根を形成して生活する。
日本においては、シイ属・カシ属・カラマツ属およびマツ属の樹木が宿主となる。一方、韓国ではカシ属が主要な宿主となっているといい、パキスタンにおいては、ヒマラヤモミ（Abies pindrow (Royle ex D.Don) Royle）と共生することが確認されている。

## 分布
極東地方（日本・韓国・旧ソビエト沿海州および中国）に分布するほか、パキスタンにも産する。
日本国内では、1948年9月10日に北海道支笏湖畔で見出されたのが初記録で、北海道から九州にかけて比較的普通にみられる。

## 類似種
同じ属に置かれるササクレキショウゲンジ（Descolea pretiosa Horak）は、柄の下方に粗大なささくれ（外被膜の断片）が付着し、かさの表面がややオリーブ色を帯びる。後者はインドから記載された種であるが、日本にもまれに産するといわれている。
なお、キショウゲンジ属（Descolea）には、本種およびササクレキショウゲンジを含めて12種が知られているが、多くは南半球のみに分布し、ブナ科のナンキョクブナ属（Nothofagus）あるいはフトモモ科のユーカリ属（Eucalyptus）およびギョリュウバイ属（Leptospermum）に外生菌根を形成しているという。
ショウゲンジ（Cortinarius caperatus (Pers.) Fr.）は、和名は似てはいるもののまったく別のきのこで、全体に黄色みが少なく、つばはもっと貧弱で脱落しやすい。

## 分類学上の位置づけ
ショウゲンジ属（Rozites ：現在ではフウセンタケ属Cortinarius の異名とされている）に置く意見もあったが、かさの表皮の構造が異なることから別属に移された。
かさの表皮構造にはむしろオキナタケ科（Bolbitiaceae）のきのこを思わせるものがあるが、後者はすべて腐生性で外生菌根を形成することはない。

## 食・毒性
無毒で食用になるが、群生することが少なく、一般にはあまり大量に採取できない。また肉は軟弱で、あまり美味ではないといわれている。